# Алама де Мурсија
Алама де Мурсија (шп. Alhama de Murcia) град је у Шпанији у аутономној заједници Регион Мурсија. Према процени из 2017. у граду је живело 21 308 становника.

## Становништво
Према процени, у граду је 2017. живело 21 308 становника.
| 2017.  |
| ------ |
| 21.308 |